# Sandkopf
Sandkopf är en bergstopp i Österrike.   Den ligger i distriktet Spittal an der Drau och förbundslandet Kärnten, i den centrala delen av landet, 290 km sydväst om huvudstaden Wien. Toppen på Sandkopf är 3 090 meter över havet, eller 516 meter över den omgivande terrängen. Bredden vid basen är 5,5 km.
Terrängen runt Sandkopf är varierad. Närmaste större samhälle är Bad Gastein, 17,8 km nordost om Sandkopf. 
I omgivningarna runt Sandkopf växer i huvudsak blandskog. Runt Sandkopf är det ganska glesbefolkat, med 29 invånare per kvadratkilometer.